# Biblia de la Blaj
Biblia de la Blaj din 1795, cunoscută și sub numele de Biblia lui Clain sau Biblia lui Bob, este a doua traducere a Sfintei Scripturi tipărită în limba română.

## Repere bibliologice
Cuprinzând traducerea Vechiului Testament și a Noului Testament în limba română, cartea are formatul in-folio (380/390 x 250/260 mm). Potrivit surselor bibliografice consacrate, volumul are 10 file nenumerotate + 894 + 246 pagini. Paginația reală, ținând cont de greșelile de numerotare, este de fapt următoarea: 7 file nenumerotate + 894 p. + 250 p. + 3 file nenumerotate în final.  Filele liminare conțin o prefață a traducătorului, intitulată Cătră cetitoriu, urmată de un amplu Cuvânt înainte la S<fânta> Scriptură, apoi de o mică introducere În ceale cinci Cărți ale lui Moisi, precum și de un scurt preambul la Cartea Facerii. După această secțiune cu conținut isagogic, filele liminare 8-10 cuprind Însămnarea apostolilor și a evangheliilor duminecilor, apoi înștiințarea Cătră cetitoriu, aparținând diortositorului Petru Gherman de Peterlaca, iar în final o erată. Cartea a fost tipărită cu caractere chirilice între 1 noiembrie 1793 și 15 noiembrie 1795, cu sprijinul episcopului Ioan Bob.

## Traducerea
Samuil Micu începe să traducă Biblia încă din anul 1783, pe vremea când era prefect de studii la Colegiul Sf. Barbara din Viena. Există opinii după care întreaga traducere a Bibliei ar fi fost încheiată deja în 1785. Sursele versiunii sale sunt vechea Biblie de la București, din 1688, dar, în primul rând, o ediție a Septuagintei scoasă de elenistul olandez Lambert Bos, la Franeker, în 1709, precum și una dintre edițiile poliglote care fructificau adnotările lui François Vatable, respectiv cele apărute la Heidelberg (1586, 1599, 1616), sub îngrijirea lui Arias Montano, text reeditat la Paris în 1729-1745. Maniera de traducere a lui Micu este expusă în cuvântul Cătră cetitoriu, în care el argumentează avantajele și, mai ales, dezavantajele transpunerii literale, cuvânt cu cuvânt, în funcție de rigorile fidelității maxime impuse prin tradiție pentru orice echivalare a textului biblic, potrivit principiului hermeneutic „Ordo verborum mysterium est”, enunțat de Ieronim: „Iară, o, iubite, cucearnice cetitoriu, am voit a-ți aduce aminte că doară și acum întru unele locuri ți să va părea întunecat graiul, ci pentru aceaea să nu te smintești, nici să te pripești a vinovăți și a defăima lucrul, că întunecarea aceasta și dintru aceasta vine, că noi nici pentru mai luminat înțeles nu am vrut de la noi nici măcar un cuvânt cât de mic să băgăm în S<ânta> Scriptură, ci ne-au fost voia ca întru toate să rămâie întru curățeniia sa și întru tot adevărul său, după cum easte în cea elinească. Aceasta easte pricina întunecării întru unele locuri, că foarte anevoie easte luminat și cu chiiar înțeles de pre o limbă a tălmăci pre altă limbă, niciun cuvânt adăogând și țiind idiotismii limbii ceii dintâiu, că fieștecare limbă are osibiți ai săi idiotismi”. Manuscrisele cuprinzând protograful traducerii se păstrează în fondul Blaj la filiala din Cluj a Bibliotecii Academiei Române.

## Posteritatea Bibliei de la Blaj
Influența pe care a exercitat-o ediția de la Blaj, timp de peste un secol, asupra limbajului biblic românesc este covârșitoare. Atât Biblia de la Sankt Petersburg, din 1819, cât și Biblia de la Buzău, apărută, în cinci volume, între 1854-1856, apoi cea tipărită sub supravegherea și binecuvântarea mitropolitului Andrei Șaguna, la Sibiu, între anii 1856-1858, precum și, într-o anumită măsură, Biblia Sinodală, apărută la București, în 1914, sunt îndatorate traducerii lui Samuil Micu. 
Episcopul Filotei Pârșoi a reținut în precuvântarea ediției buzoiene că „dintre Bibliile tipărite în limba noastră, mai bine tălmăcită și mai luminat la înțeles este cea de la Blaju”. Comparația Bibliei de la București (1688) cu Biblia de la Blaj (1795) reliefează evoluția limbii române literare. Este sugestivă caracterizarea pe care Perpessicius a făcut-o Bibliei de la Blaj, după ce a descoperit în Glossa lui Mihai Eminescu imagini preluate din Ecleziastul tălmăcit de Samuil Micu: „O lectură comparativă a celor două Biblii, de la 1688 și de la 1795, apleacă cumpăna în favoarea celei de a doua. Și nu e la Clain numai grija unei clarități cât mai explicite, dovadă argumentele inițiale ale capitolelor, glosele, explicațiile cuvintelor, cu cari e înlesnită lectura unui text bogat în arcane, dar este mai cu seamă grija unei continui rotunjiri a frazei, a expresiei, a topicei”.

## ReeditareaBibliei
În anul 2000, la inițiativa episcopului Virgil Bercea, Biblia lui Samuil Micu a fost republicată, într-o ediție jubiliară scoasă la Tipografia Vaticana din Roma, realizată de un grup de istorici și filologi clujeni: prefețe de Lucian Mureșan și Camil Mureșanu, postfețe de Ioan Chindriș, editor coordonator, și Eugen Pavel, coordonare filologică, transcrierea textului de Elena Ardeleanu, Ioan Chindriș, Nicolae Edroiu, Elena Mihu, Florica Nuțiu, Dora Pavel, Eugen Pavel, Șerban Turcuș, Veronica Turcuș, glosar de Elena Comșulea, Valentina Șerban, Sabina Teiuș, indice de concordanțe ale numelor proprii de Sidonia Puiu. Noua ediție diplomatică cuprinde, în partea stângă, reproducerea anastatică a textului cu caractere chirilice, iar în partea dreaptă, transcrierea interpretativă a acestuia cu litere latine. Este un volum impunător (370 mm x 240 mm) de 2624 de pagini, care a stârnit admirația papei Ioan Paul al II-lea, în prezența căruia a fost lansat la Vatican în 31 mai 2001, prilej cu care a rostit o alocuțiune. Lucrarea a fost distinsă cu Premiul „Timotei Cipariu” al Academiei Române.